# Luigi Ferrara
Luigi Ferrara (Spinazzola, 1875 – Roma, 1950) è stato un giurista italiano.

## Biografia
Si laureò in Giurisprudenza presso l'Università di Napoli nel 1898. Nel 1904, dopo aver trascorso un periodo di studi all'estero, ottenne la libera docenza in Procedura civile presso la stessa università. Nel 1907 vinse il concorso per la cattedra di Diritto e Procedura Civile presso l'Istituto di Scienze Economiche e Commerciali di Roma. Successivamente, nel 1926, venne chiamato a ricoprire la stessa cattedra a Napoli, dove gli fu affidata anche la direzione del neonato Istituto di Studi Commerciali.
Nel 1935, quando l'Istituto di Roma fu trasformato nella Facoltà di Economia e commercio, divenne professore titolare della cattedra di Istituzioni di diritto privato presso la Sapienza. Dal 1º marzo 1943 al 28 febbraio 1944, ricoprì il ruolo di Preside della Facoltà di Economia e commercio, continuando a insegnare fino a quando la sua salute glielo permise.
Durante la sua carriera, fu membro del Consiglio Superiore per l'Istruzione Agraria, Industriale e Commerciale, e venne insignito del titolo di Cavaliere della Corona d'Italia.

## Pubblicazioni principali
- Il caso Crispi e le carte dei pubblici funzionari. Napoli, 1902.
- L’esecuzione forzata dei diritti d’autore. Napoli, 1904.
- La prova fotografica nel processo civile. Napoli, 1906.
- L’esecuzione processuale indiretta. Napoli, 1915.
- La concezione economica dei diritti su beni immateriali. Napoli, 1918/19.
- Verso i nuovi codici. Torino, 1924.
- Moderni problemi del diritto. Milano, 1938.
- Istituzioni di diritto privato. Torino, 1939.
- Il diritto reale d’autore in rapporto alla nuova legge italiana. Napoli, 1940.
- Corso di diritto privato. Roma, 1942.
- Diritto privato attuale. 2 voll. Roma, 1945.